# 미하일 아센 3세
미하일 아센 3세(불가리아어: Михаил Асен III) 일반적으로 미하일 시슈만(Михаил Шишман)는 1323년에서 1330년까지 불가리아의 차르였다. 그의 정확한 생년은 알려져 있지 않지만 1280년에서 1292년 사이에 태어났다. 그는 제 2차 불가리아 제국 최후의 통치 가문인 시슈만 왕가의 창건자이다. 하지만 그가 왕위를 계승한 후 미하일 시슈만은 그의 아센 왕가와의 연관성을 강조하기 위해 아센이란 이름을 사용했다.
정력적이고 야망 있는 군주였던 미하일 시슈만은 비잔티움 제국과 세르비아를 상대로 공격적이지만 기회주의적이고 일관적이지 못한 정책을 펼쳤고, 결국 재앙적이었던 벨버즈드 전투에서 생을 마감했다. 그는 발칸에서의 군사적, 정치적 헤게모니 장악을 노렸던 마지막 불가리아 군주였고 콘스탄티노폴리스를 점령하려 한 마지막 불가리아 군주였다. 그의 사후 제위는 그의 아들 이반 스테판에게 계승되었다가 조카 이반 알렉산더르가 차지하였고, 이반 알렉산더르는 미하일 시슈만의 정책을 전환하여 세르비아와 동맹을 맺었다.

## 어린 시절
1280년에서 1292년 사이에 태어난 미하일 시슈만은 비딘의 데스포트 시슈만과 이반 아센 2세의 딸 안나와 세바스토크라토르 페터르의 딸 사이에서 태어난 아들이었다. 그는 전임자들인 토도르 스베토슬라프와 게오르기 테르테르 2세와 먼 사촌 관계였다. 1292년 그의 아버지 시슈만과 세르비아의 스테판 우로시 2세 밀루틴이 평화 조약을 맺은 후 미하일 시슈만은 밀루틴의 딸 안나 네다와 약혼하였고 1298년 혹은 1299년 그들은 결혼하였다.
13세기 중반 이후 비딘 지역은 불가리아의 중앙 통제력 약화와 함께 반독립적인 상태가 되어 야코프 스베토슬라프, 시슈만 등의 통치자에게 통치되었다. 시슈만을 계승한 미하일 시슈만은 토도르 스베토슬라프에게 데스포트 직위를 받았고 당대 베네치아인들의 자료에서는 불가리아의 데스포트이자 비딘의 영주로 나타난다. 세르비아의 밀루틴이 사망하면서 미하일 시슈만은 불가리아 중앙 정부에 적극적인 정책을 펼칠 수 있게 되었다. 그는 국내 문제에서 주도적인 귀족이 되었고, 1323년 게오르기 테르테르 2세가 자식 없이 사망하면서 귀족들에 의해 불가리아의 황제로 선출되었다. 몇몇 역사가들은 그는 아센 왕가의 후손이었기에 황제로 선택되었고 그로 인해 그의 계승을 새로운 왕조의 시작이 아닌 아센 왕가의 연속으로 이해하기도 한다. 그의 이복 형제 벨라우르는 그의 뒤를 이어 비딘의 데스포트가 되었다.

## 비잔티움 제국과의 관계
게오르기 테르테르 2세의 갑작스러운 죽음은 짧은 혼란의 시기를 가져왔고, 비잔티움 제국의 황제 안드로니코스 3세는 이를 이용하고자 하였다. 비잔티움 제국은 북동부 트라키아를 점령하였고 얌볼, 라르데아, 크테니아, 루소카스트로, 안키알로, 소조폴, 아가토폴 등의 중요한 도시를 점령하였다. 동시에 비잔티움의 지원을 받는 제위 요구자인 옛 황제 스밀레츠의 동생 보이실은 크런 지역에 자리를 잡았고, 슬리벤에서 코프시스에 이르는 발칸산맥과 스레드나고라산맥 사이의 계곡을 지배하였다. 안드로니코스의 군대가 플로프디프를 포위하는 동안 새 황제 미하일 시슈만은 안드로니코스 3세에 대항하여 남쪽으로 진군하였다. 비잔티움은 5개의 공성 병기를 사용하고도 수비대장 러시아인 이반에게 막혀 플로프디프를 점령하지 못하였다. 비잔티움군이 플로프디프에 묶여 있는 동안 미하일 시슈만은 북동부 트라키아로 향해 빼앗긴 지역을 되찾았다.
비록 미하일 시슈만은 안드로니코스 3세를 퇴각시켰으나 비잔티움군은 불가리아가 수비 대장을 교체하는 동안 플로프디프를 점령해내었다. 그 손실에도 불구하고 미하일 시슈만은 보이실을 추방할 수 있었고 1324년 비잔티움이 빼앗았던 북부 및 북동부 트라키아 지역을 되찾았다. 1324년 미하일 시슈만은 비잔티움을 침공하여 트라야노폴리스와 마리차 강 하류의 비라까지 진군하였다. 안드로니코스 3세는 수적으로 불리하였기에 불가리아군을 상대할 수 없었다. 안드로니코스 3세는 미하일 시슈만에게 갈등을 해결하기 위한 결투를 신청하였고 미하일 시슈만은 요한네스 6세 칸타쿠제노스에 의하면 다음과 같이 말하였다.
| “ | 뜨거운 철을 집게가 아닌 손으로 잡는 대장장이처럼 멍청하구나. 내가 나의 많고 강대한 군대가 아닌 내 자신의 몸으로 위험을 무릅쓴다면 불가리아인들에게 비웃음당할 것이다. | ” |

안드로니코스 3세는 이 대답과 함께 미하일 시슈만이 한 수 위라는 사실에 분노하였다. 하지만 미하일 시슈만은 안드로니코스 3세가 할아버지 안드로니코스 2세와 갈등 중이라는 것을 알고 있었고 그는 자신이 안드로니코스 2세에 대항하여 안드로니코스 3세를 도울 수 있다는 것을 암시하면서 차후에 협상을 약속하고 불가리아로 돌아갔다.
콘스탄티노폴리스에서 불가리아와의 관계에 대해 열린 회의에서 불가리아의 침공에 대한 징벌 요구에도 불구하고 두 나라 사이의 협상이 결정되었다. 미하일 시슈만은 그의 아내 안나 네다와 이혼하고 35살의 토도르 스베토슬라프의 미망인이자 안드로니코스 3세의 누나인 테오도라 팔라이올로기나와 결혼했다. 이 행동의 이유는 불확실하나 많은 역사학자들은 세르비아의 마케도니아로의 확장에 따른 불가리아와 세르비아의 관계 악화를 이유로 제시한다. 그 결혼은 불가리아와 비잔티움의 평화 조약을 결속시켰지만 세르비아에 대한 동맹의 필요는 미하일 시슈만으로 하여금 양보를 하게 만들었다. 플로프디프-체르노멘-소조폴 선이 국경으로 결정되었다. 1324년 가을 조약이 체결되었고 미하일 시슈만은 그후 몇년 간 그의 이웃들과 평화를 유지했다.
1327년 미하일 시슈만은 비잔티움 제국의 내전이 재개되자 이에 개입하여 안드로니코스 3세의 편에 섰고, 안드로니코스 2세는 세르비아의 지원을 받았다. 안드로니코스 3세와 미하일 시슈만은 디모티키아의 니케포로스 그레고라스에 의하면 5월 13일 체르노멘에서 만났고, 그곳에서 세르비아에 대한 동맹을 체결했다. 안드로니코스 3세는 그가 단독 황제가 되는 것을 조건으로 불가리아에 몇몇 마을과 많은 돈을 약속했다. 이 동맹을 기초로 안드로니코스 3세는 마케도니아를 점령하였지만, 이는 비잔티움의 계속되는 갈등을 유지하고자 한 미하일 시슈만을 안드로니코스 2세와 협상하게 만들었고, 미하일 시슈만은 군사 지원을 조건으로 돈과 국경선의 양보를 얻어냈다. 미하일 시슈만은 러시아인 이반이 이끄는 3천 명의 기병을 콘스탄티노폴리스로 보냈으나 그의 목적은 늙은 황제와 콘스탄티노폴리스를 함락시키는 것이었다. 안드로니코스 3세의 경고를 받은 안드로니코스 2세는 불가리아군을 콘스탄티노폴리스에 접근하지 못하게 하였다. 미하일 시슈만은 그의 계획이 들통난 걸 알아차린 후 이반에게 편지를 보내 퇴각할 것을 명령하였다.
안드로니코스 3세가 그의 할아버지에게 승리한 후,미하일 시슈만은 몇몇 지역을 무력으로 병합하고자 하였다. 그는 1328년 6월 트라키아를 침공해 비자 근교를 약탈하였지만 안드로니코스 3세가 오기 전에 퇴각하였다. 결국 60일 후인 1328년 10월 아드리아노폴리스 앞에서 싸움 없이 평화 조약의 갱신으로 끝났다. 이듬해 초 미하일 시슈만은 안드로니코스 3세에게 최종적인 조약과 새롭게 떠오르는 세르비아에 대한 군사적 협력을 협상하기 위해 회담을 요구하였다. 소조폴과 안키알로 사이의 크림니라고 알려진 곳 인근에서 둘은 "지속적인 평화와 영구적인 동맹"을 체결하였다.

## 세르비아와의 관계

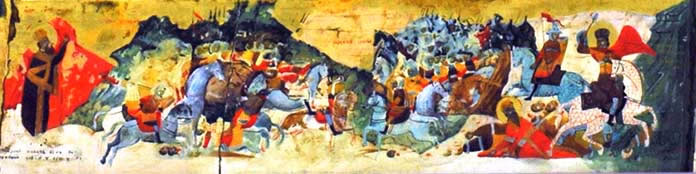
벨버즈드 전투.

1324년 안나 네다와의 이혼 후 14세기 초까지 화목했던 불가리아와 세르비아의 관계는 악화되었다. 안나 네다는 그의 아들들과 함께 터르노보를 떠나 그의 오빠인 세르비아 왕 스테판 우로시 3세 데찬스키에게로 갔다. 그의 사촌 스테판 블라디슬라프 2세와 전쟁 중이었던 데찬스키는 미하일 시슈만과 적대할 처지가 아니었다. 미하일 시슈만은 스테판 블라디슬라프를 세르비아 왕으로 인정하였으나 그에 대한 지원은 불충분했다. 1324년 봄 데찬스키는 후의 세르비아 대주교 다닐로 2세를 터르노보로 보내 미하일 시슈만과 협상을 시도했으나 결론을 보지 못하였다. 비잔티움 내전에서 불가리아는 안드로니코스 3세를, 세르비아는 안드로니코스 2세를 지원하면서 두 나라는 다시 한번 반목하였다.
1329년 안드로니코스 3세와의 조약 후 미하일 시슈만이 세르비아를 공격할 준비를 하는 동안 세르비아는 오흐리드 주위를 약탈하였다. 세르비아의 연대기에 의하면 미하일 시슈만은 거만하게 세르비아 왕의 복종을 요구하면서 그의 왕좌를 세르비아의 땅 한복판에 세울 것이라고 위협하였다. 1330년 남쪽에서의 안드로니코스 3세의 합류를 기대하면서 미하일 시슈만은 15,000명의 군대와 그의 봉신이자 동맹인 왈라키아와 몰다비아의 지원군을 이끌고 세르비아로 진군하였다. 비딘에서는 그의 형제 벨라우르가 이끄는 군대가 진군하였다. 비잔티움과 벨라우르의 증원군이 아직 도착하지 않아 미하일 시슈만은 벨버즈드(현재의 큐스텐딜) 근처에서 역시 15,000명 가량의 세르비아군을 홀로 맞게 되었다. 데찬스키 역시 증원군을 기다리고 있었기에 미하일 시슈만과 데찬스키는 협상하여 하루 동안 구원군을 기다리기 위해 휴전을 약속했다. 이 약속을 바탕으로 미하일 시슈만은 그의 군대가 보급품을 찾기 위해 흩어지는 것을 허용하였다.
하지만 7월 28일 아침 데찬스키의 아들 스테판 우로시 4세 두샨이 이끄는 세르비아의 1,000명의 중장기병이 도착했고, 데찬스키는 약속을 깨고 불가리아를 공격했다. 기습 속에서 미하일 시슈만은 그의 군대를 다시 모으려 하였으나 너무 늦었고, 세르비아는 대승을 거두었다. 전투의 결과는 향후 10여 년간 발칸의 힘의 균형을 형성하였고 세르비아는 마케도니아의 대부분을 차지하였다.

## 죽음과 유산

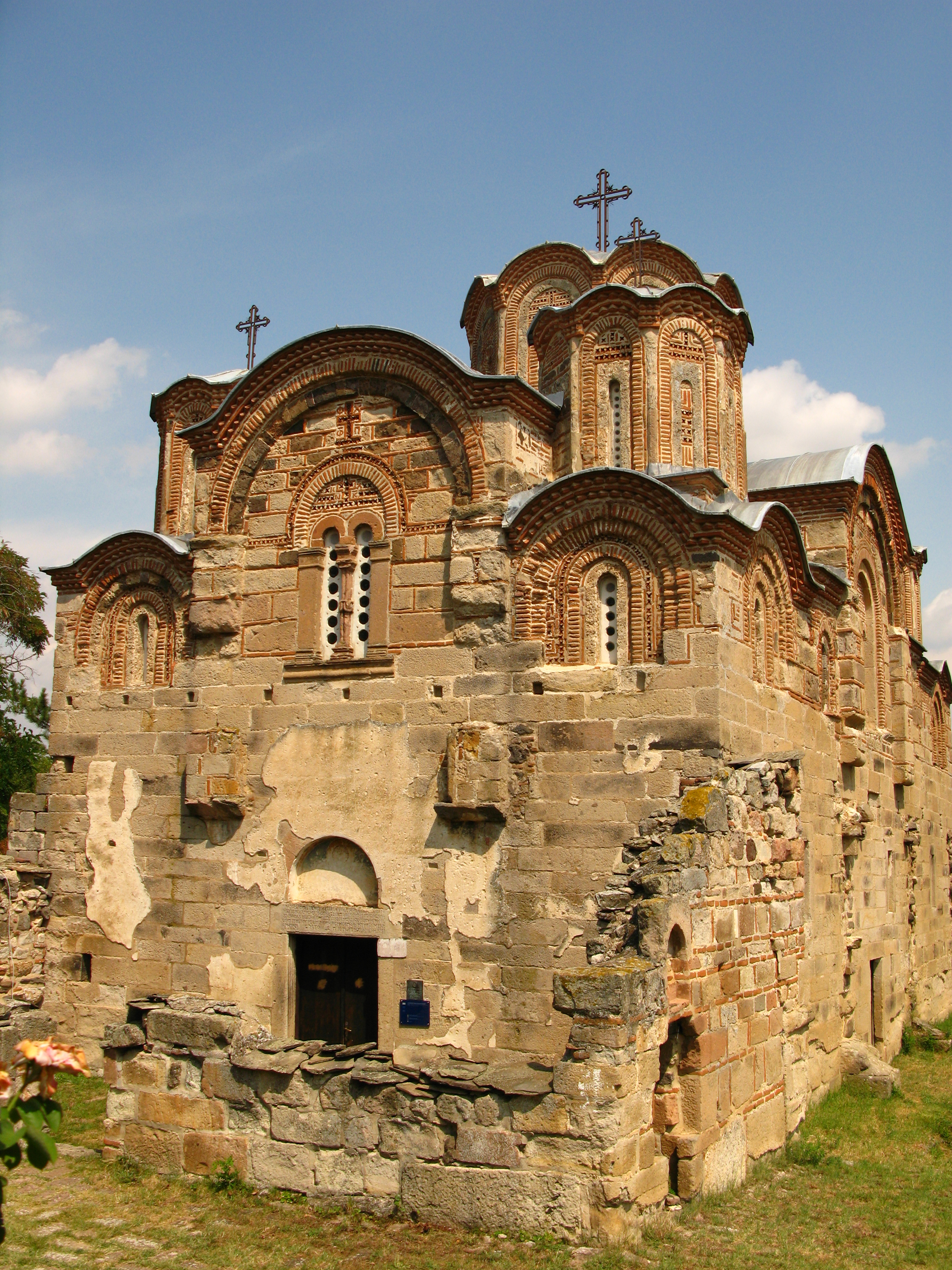
미하일 시슈만이 묻힌 성 게오르기 교회.

미하일 시슈만의 죽음을 둘러싼 정황은 명확하지 않다. 비잔티움 제국의 황제이자 역사가인 요한네스 칸타쿠제노스에 따르면 미하일 시슈만은 전투에서 치명적인 상처를 입고 곧 사망하였다고 하지만 다른 비잔티움 역사가는 3일간 의식을 되찾지 못한채 살아있었고 4일째에 사망하였다고 한다. 세르비아의 연대기들은 전투 도중 그는 말에서 떨어지면서 말에게 짓밟혔다고 하며, 데찬스키가 그의 시신을 보고 애도하였지만 그는 전쟁이 아닌 평화를 원했다고 지적한다. 15세기 초 불가리아의 수도사 그레고리 참블라크는 미하일 시슈만은 스테판 우로시 4세 두샨에게 사로잡힌 후 살해당했다고 하였다. 그는 스타로나고리차네의 성 게오르기 교회에 묻혔다.
미하일 시슈만은 허영심이 강하고 호전적이고 기회주의적인 통치자였고 그의 변화무쌍한 대외 정책은 그가 전투 중에 죽는데 기여하였다. 동시에 그는 분명 단호하고 정력적이었고, 그가 제위를 계승하는 동안 상실했던 영토를 모두 되찾았으며, 그의 짧은 치세 동안 불가리아의 내부 평화와 안정을 유지하고자 노력하였다. 안드레에프는 그를 14세기 통치자 중 가장 주목할만한 인물로 보았다. 요한네스 칸타쿠제노스에 의하면 그는 콘스탄티노폴리스에서 도나우 강까지 확장하고자 하였고 그는 콘스탄티노폴리스를 점령하고자 했던 마지막 중세 불가리아 통치자가 되었다. 또한 그는 마케도니아에 대해서도 적극적인 정책을 펼치고자 했다. 미하일 시슈만의 문장은 1999년과 2005년에 발행된 불가리아의 2 레바 뒷면에 나와 있다.

## 가족
미하일 시슈만은 두번 결혼하였다. 첫번째 아내는 세르비아의 스테판 밀루틴의 딸 안나 네다였고 그들의 자식은 다음과 같다.
1. 이반 스테판, 1330년 ~ 1331년 불가리아 황제.
2. 시슈만, 이반 알렉산더르에 대항하여 반란을 일으켰다가 패배함.
3. 미하일, 1337년 ~ 1356년 비딘의 데스포트.
4. 루도비크.

두번째 아내인 미카일 9세의 딸이자 토도르 스베토슬라프의 미망인 테오도라와 사이에서의 자식들은 알려져 있지 않다.

## 참고 문헌
- Андреев (Andreev), Йордан (Jordan); Милчо Лалков (Milcho Lalkov) (1996). Българските ханове и царе (The Bulgarian Khans and Tsars) (in Bulgarian). Велико Търново (Veliko Tarnovo): Абагар (Abagar). ISBN 954-427-216-X.
- Вожилов (Bozhilov), Иван (Ivan); Васил Гюзелев (Vasil Gyuzelev) (1999). История на средновековна България VII-XIV век (History of Medieval Bulgaria 7th–14th Centuries) (in Bulgarian). София (Sofia): Анубис (Anubis). ISBN 954-426-204-0.
- Fine, J. (1987). The Late Medieval Balkans, A Critical Survey from the Late Twelfth Century to the Ottoman Conquest. The University of Michigan Press. ISBN 0-472-10079-3.
- Колектив (Collective) (1980). "XIX. Йоан Кантакузин (XIX. John Kantakouzenos)". Гръцки извори за българската история (ГИБИ), том X (Greek Sources for Bulgarian History (GIBI), volume X) (in Bulgarian and Greek). София (Sofia): Издателство на БАН (Bulgarian Academy of Sciences Press).
- Gregory, T. (2005). A History of Byzantium. Blackwell Publishing. ISBN 0-631-23513-2.
- Jireček, Konstantin (1977). Geschichte der Bulgaren (in German). Frankfurt am Main: Textor Verlag. ISBN 978-3-938402-11-5.
- Kazhdan, A.; and collective (1991). "Volume II". The Oxford Dictionary of Byzantium. New York, Oxford: Oxford University Press. ISBN 0-19-504652-8.
- Павлов (Pavlov), Пламен (Plamen) (2005). "Руски "бродници", политически политически бегълци и военачалници през XII-XIV век (Russian "Vagrands", Political Refugees and Commanders during the 12th–14th Centuries)". Бунтари и авантюристи в средновековна България (Rebels and Adventurers in Medieval Bulgaria) (in Bulgarian). Varna: LiterNet. ISBN 954-304-152-0.

| 전임 게오르기 테르테르 2세 | 제2차 불가리아 제국의 차르 1323년 ~ 1330년 | 후임 이반 스테판 |